# ロレイ
ロレイ（Lolei、クメール語: ប្រាសាទលលៃ）は、カンボジアのアンコール遺跡において、9世紀末の主に3つのヒンドゥー教寺院があるロリュオス遺跡群のなかで最も北にある寺院である。ロリュオス遺跡群には、ほかにプリア・コーおよびバコン寺院がある。ロレイは、かつてロリュオスで栄えたハリハラーラヤの都の一部として建設された3つの寺院の最後のものであり、893年にクメールの王ヤショーヴァルマン1世が、寺院をシヴァおよび王家の祖先に捧げた。「ロレイ」の名は、古代の名称である「ハリハラーラヤ」の現代の転訛であると考えられ、それは「ハリハラの都」を意味する。

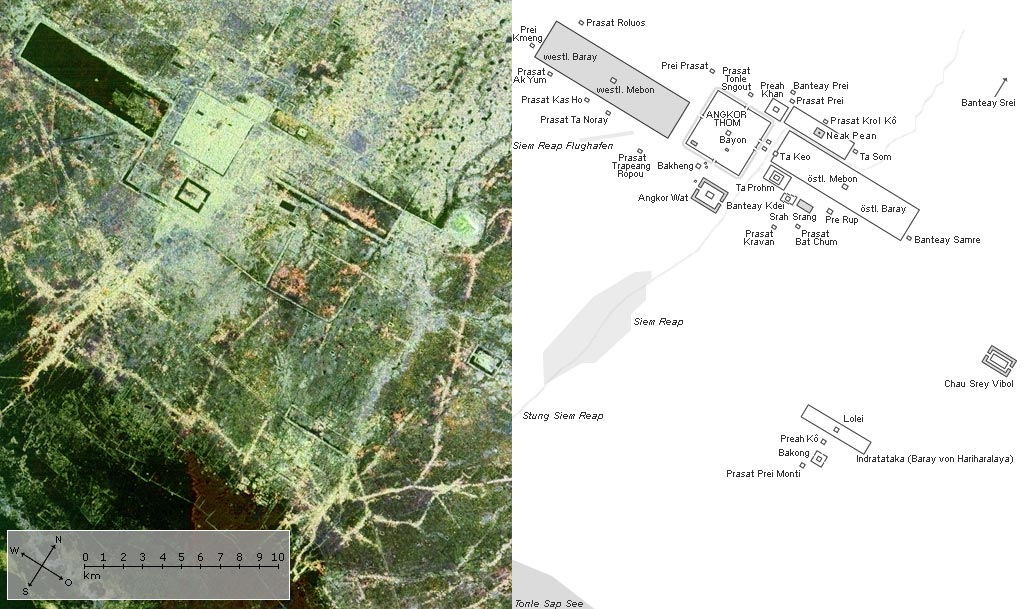
アンコール遺跡の衛星写真と建造物を示す地図。

孤立して建つ寺院ロレイは、現在は干上がったバライ (baray) であるインドラタターカ（「インドラヴァルマンの池」の意）の中心のやや北にある島に位置し、その建設はヤショーヴァルマンの父である先のインドラヴァルマン1世のもとでほぼ完成していた。学者らは、水域の中央の島に寺院を置くことが、ヒンドゥー教の神話において世界の海に囲まれる神々の住む須弥山（メル山）を象徴し、それと同一視する働きがあったとしている。

## 構成

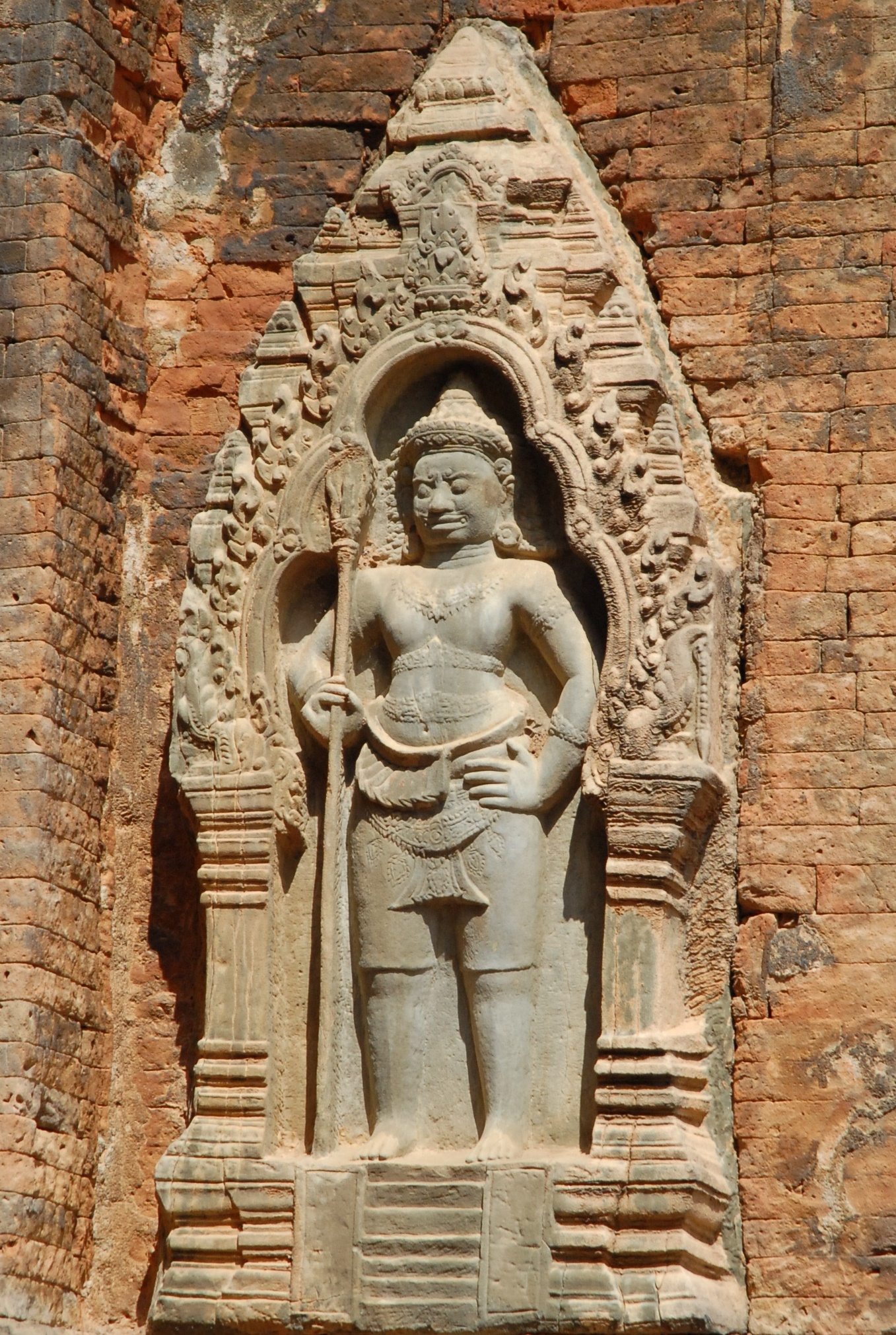
三叉の矛を持ったドヴァーラパーラがアーチ型扉口に立っている砂岩の彫刻。両肘近くに外側を向く2体のマカラがある。

ロレイは、1つの基壇上に集まる4基の煉瓦の塔の祠堂により構成される。王は祖先のためにロレイを構築した。1基は彼の祖父に、1基は祖母に、1基は父に、また1基は母に捧げられた。後方にある2基の塔が女性のためのものであり、前方の2基の塔は男性に対するものである。2基の高い塔が祖父母に、2基のそれより低い塔が両親に捧げられている。当初、これらの塔は周壁に囲まれ、塔門（ゴープラ、gopura）を介して出入していたが、現在は外壁および塔門のどちらも残存していない。今日、寺院の隣には僧院がある。
寺院の塔は、それらの装飾的要素において知られており、偽扉（英: false door）や彫刻が施されたまぐさ（リンテル、lintel）、それに扉や偽扉の側面にはデヴァターやドヴァーラパーラ彫像などが見られる。
まぐさやその他の砂岩の彫刻に描写された題材としては、ゾウのアイラーヴァタに乗っている天神インドラ、 マカラと呼ばれるヘビのような怪物、それに多くの頭を持つナーガなどがある。
4基の塔の祠堂が交差する中心には、砂岩製の樋（ひ、とい）が十字型に備えられ、その中心にリンガが配置されている。

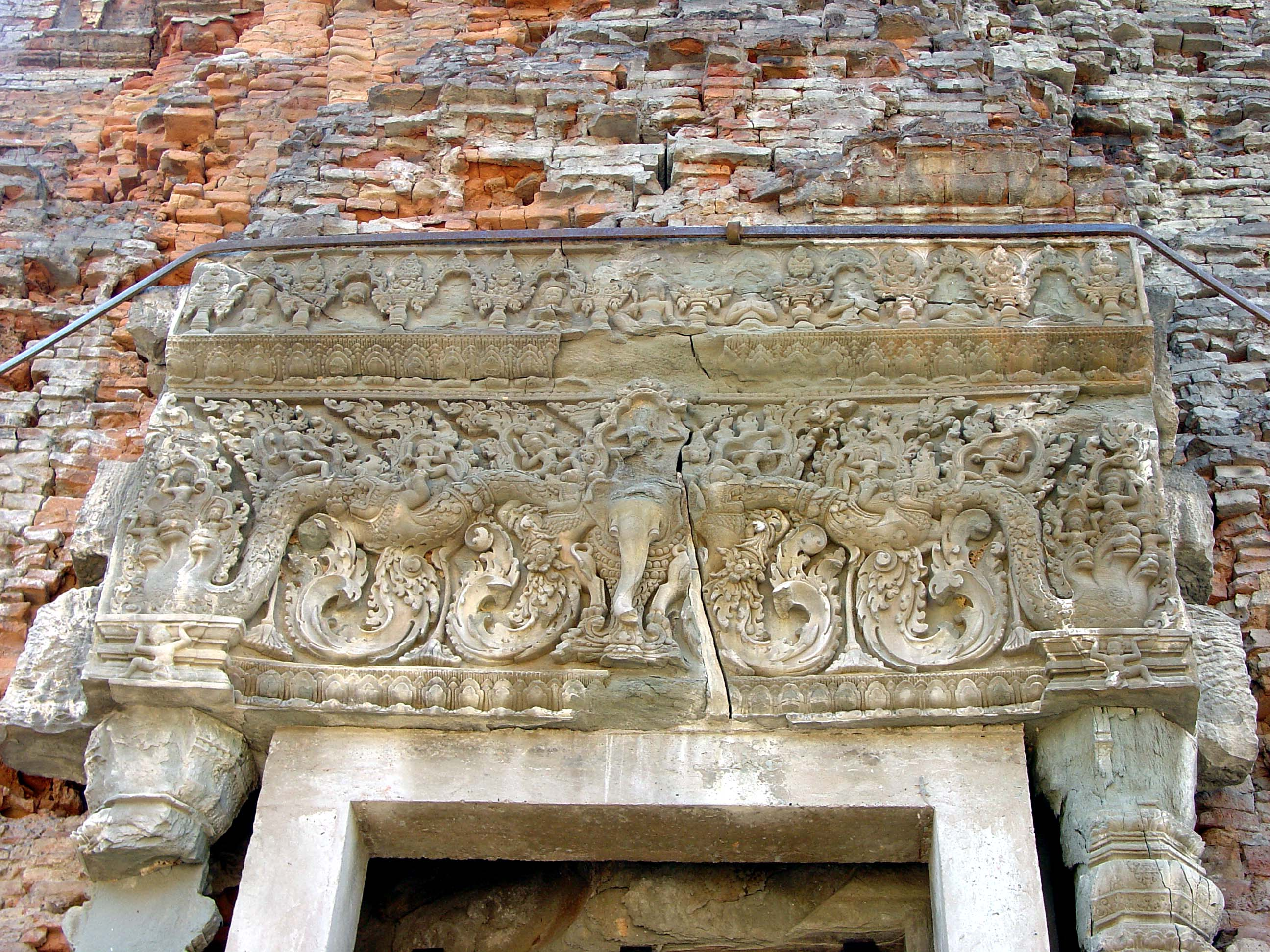
アイラーヴァタに乗るインドラが彫られたまぐさ。左右にはマカラから出たナーガが見られる。
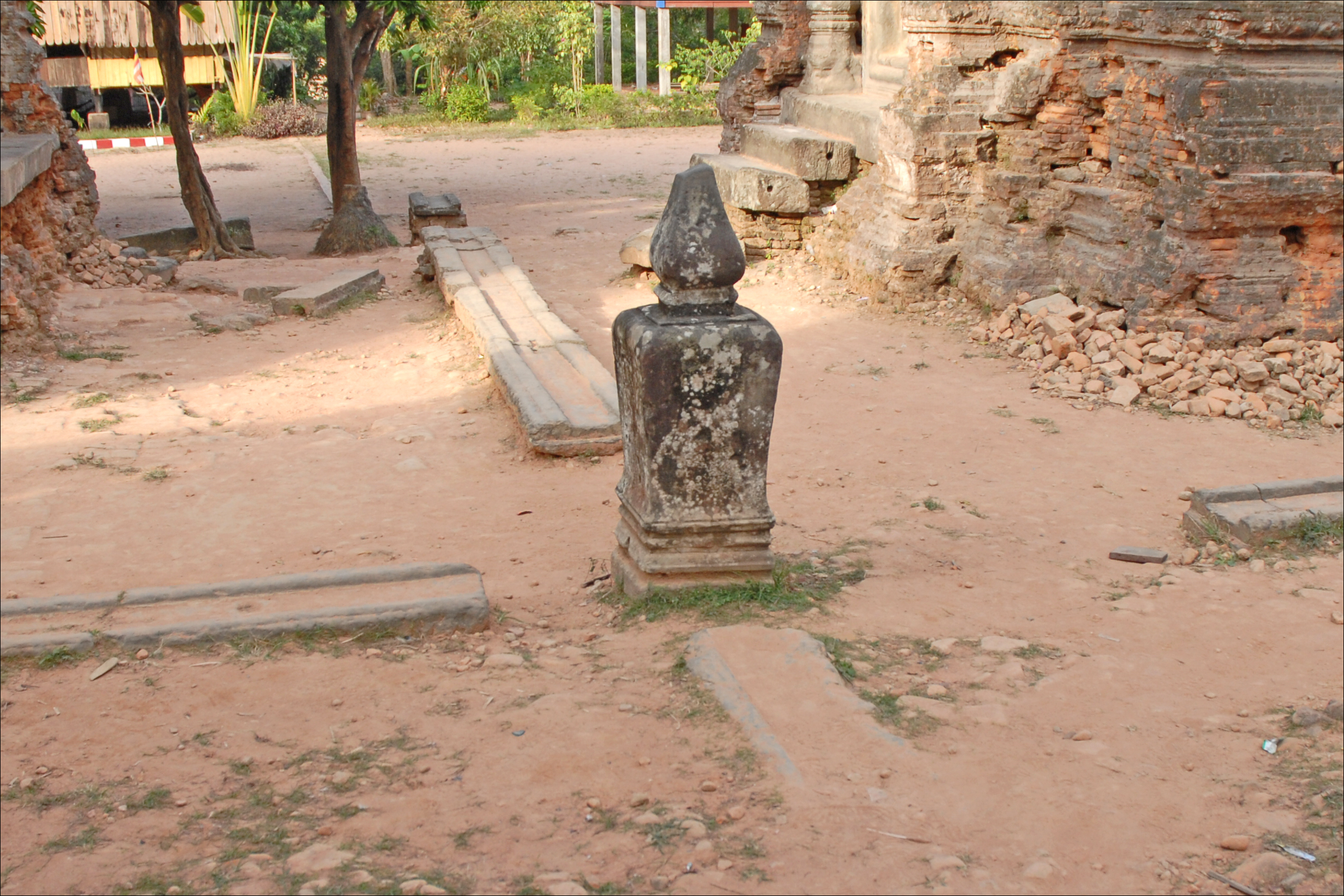
十字型に交差する樋と、その中心に置かれたリンガ。